# Anomala obsoleta
Anomala obsoleta är en skalbaggsart som beskrevs av Blanchard 1851. Anomala obsoleta ingår i släktet Anomala och familjen Rutelidae. Inga underarter finns listade i Catalogue of Life.